# Sexy Summer에 눈이 내린다
〈Sexy Summer에 눈이 내린다〉(Sexy Summerに雪が降る Sexy Summer니 유키가 후루[*])는 Sexy Zone의 3번째 싱글이다.

## 개요
전작 〈Lady 다이아몬드〉로부터 약 6개월 만의 싱글이다.
초회 한정반A, B와 통상반의 3형태로 발매. 통상반에는 초회 프레스 사양이 존재한다. 다만 예약 판매도 포함하면, 회장 한정 SUMMARY 2012 기념반(〈Johnny's Dome Theatre SUMMARY〉의 TOKYO DOME CITY HALL 회장만)도 존재한다.
표제곡 〈Sexy Summer에 눈이 내린다〉는 《초잠입! 리얼 스코프 하이퍼》의 테마 송, 커플링곡 〈너를 위해 내가 있어〉는 《2012 런던 올림픽 배구 세계 최종 예선》의 이미지 송. 또, 〈비라도〉는 멤버 마츠시마·마리우스에 쟈니즈 Jr. 6명을 가세한 유닛, Sexy Boyz의 악곡이다.

## 수록곡

### 초회 한정반
1. Sexy Summerに雪が降る / Sexy Summer에 눈이 내린다
작사: 미우라 요시코 / 작곡: Janne Hyoty, Martin Grano / 편곡: 스즈키 Daichi 히데유키
  - 후지 TV 계열 《초잠입! 리얼 스코프 하이퍼》 테마 송
2. キミのため ボクがいる / 너를 위해 내가 있어
작사: 사토 쇼리 / 작곡: Anders Dannvik, Takuya Harada, DAICHI / 편곡: 이시즈카 토모키
  - TBS·후지 TV 계열 《2012 런던 올림픽 배구 세계 최종 예선》 이미지 송
3. 雨だって / 비라도 - Sexy Boyz
작사: 이하시 나루야 / 작곡: Fredrik Samsson, 이하시 나루야 / 편곡: 이쿠타 마신

DVD
초회 한정반 A
- 〈Sexy Summerに雪が降る〉 Music Clip

초회 한정반 B
- 〈Sexy Summerに雪が降る〉 Making + 포토 소책자

### 통상반
1. Sexy Summerに雪が降る / Sexy Summer에 눈이 내린다
2. キミのため ボクがいる / 너를 위해 내가 있어
3. 雨だって / 비라도
4. ベイサイドエレジー / 베이사이드 엘레지
작사: zopp / 작곡: Anders Wigelius, Erik Wigelius / 편곡: 나카니시 히로, 사토 야스마사
5. Sexy Summerに雪が降る-Inst.-
6. キミのため ボクがいる-Inst.-
7. 雨だって-Inst.-
8. ベイサイドエレジー-Inst-.